# ويزلي أشتون غوردون
ويزلي أشتون غوردون هو سياسي كندي، ولد في 11 فبراير 1884 في أوين ساوند في كندا، وتوفي في 9 فبراير 1943. حزبياً، نشط في حزب كندا المحافظ. وقد انتخب عضو مجلس العموم الكندي.